# Crash of the Titans
Crash of the Titans — відеогра у жанрі пригодницького бойовика розроблена канадською компанією Radical Entertainment і видана Sierra Entertainment для Wii, Xbox 360, PlayStation 2 і PlayStation Portable (PSP-версія портована з PS2 компанією SuperVillain Studios). Версії гри для Nintendo DS і Game Boy Advance створені Amaze Entertainment. У Північній Америці гра вийшла 3 жовтня 2007 року, в Європі 12 жовтня і в Австралії 25 жовтня; дата релізу в Японії ще не анонсована.
Crash of the Titans — 14-а гра в серії ігор Crash Bandicoot про бандикута на ім'я Креш.
В основі сюжету гри лежить відкриття нової таємничої субстанції відомої як моджо (англ. Mojo), якою намагається заволодіти головний ворог креш — Доктор Нео Кортекс, і використовувати для створення з жителів Вумпа островів (англ. Wumpa Islands) армії вірних мутантів-воїнів. Креш Бандикут повинен перешкодити цим планам, збираючи моджо і користуючись технікою підпорядкування собі мутіровашіх істот (титанів). Фрукти вумпа додають життя.
Ніна Кортекс (англ. Nina Cortex) зраджує свого дядька, і в грі виступає в ролі головного боса.

## Оцінка гри ігровими виданнями
- Eurogamer (X360) 5 з 10
- Game Informer (Wii/PS2/X360) 7.3 з 10
- GameSpot (Wii/PS2/X360/DS) 7.0 з 10
- GameSpy 3.5 з 5
- Blast Magazine 3.5 з 5
- IGN (DS) 8.0 з 10
  - (Wii) 6.5 з 10
  - (PSP) 6.3 з 10
- Nintendo Power 6.5 з 10
- Nintendo World Report (Wii) 7.0 з 10
  - (DS) 7.5 з 10
- Game Rankings (DS) 74,4 %
  - (PS2) 71,9 %
  - (Wii) 71,0 %
  - (PSP) 70,0 %
  - (X360) 64,6 %
- Metacritic (DS) 73 з 100
  - (PS2) 70 з 100
  - (Wii) 69 з 100
  - (X360) 65 з 100